# Tövsala

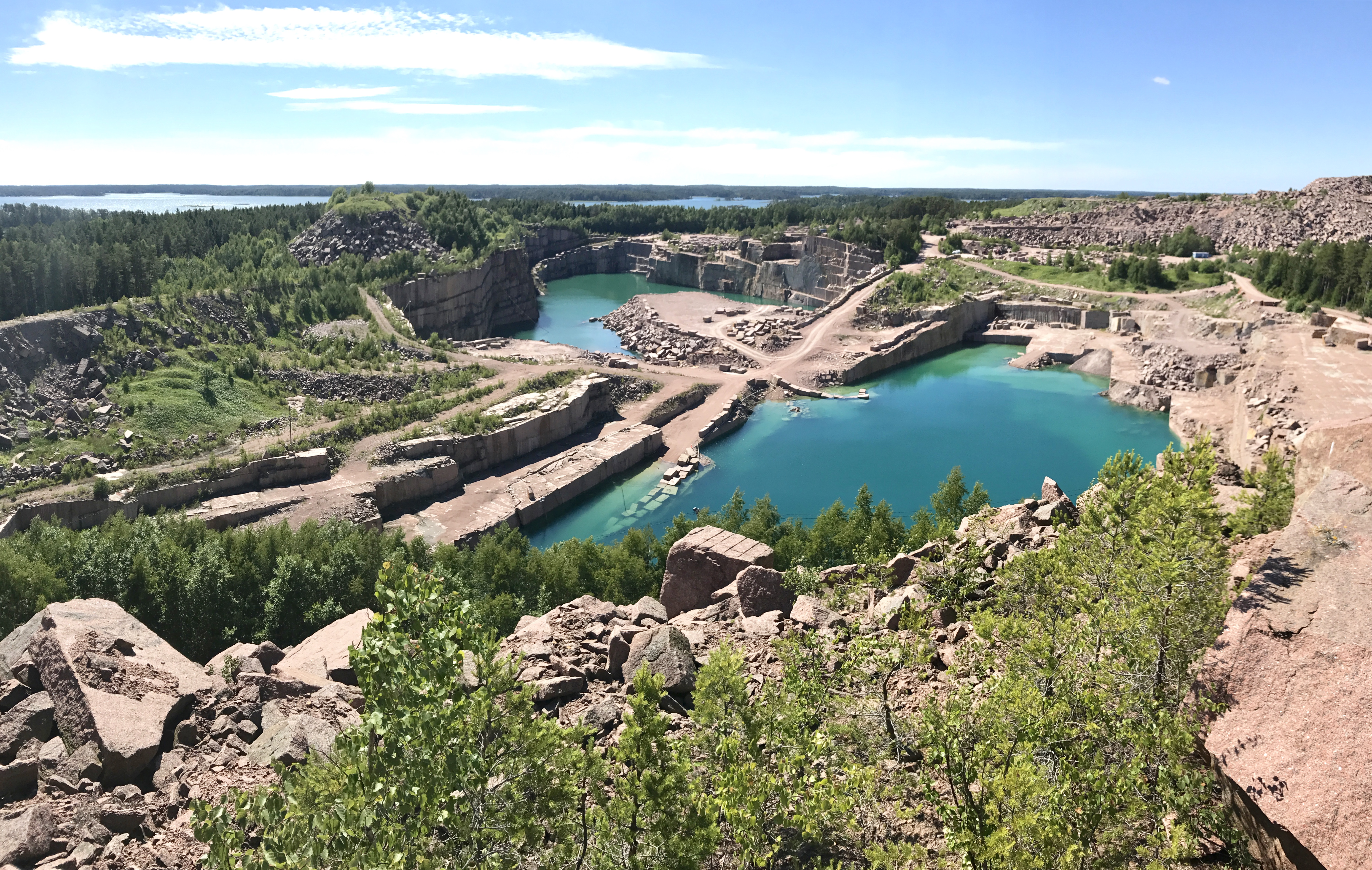
Det finns flera granitbrott i kommun.
I mitten av fotot syns kajen i Hilloinen vid granitbrytningen.

Tövsala (äldre stavning Töfsala; finska: Taivassalo) är en kommun i landskapet Egentliga Finland. Tövsala har 1 677 invånare och har en yta på 217,73 km².
Tövsala är enspråkigt finskt.
I Tövsala finns Heliga Korsets kyrka som är en medeltida gråstenskyrka. Andra sevärdheter är Vias gårdsmuseum och Muntti bro från 1850.
Kettarsunds gård har liksom Särkilax gård utgjort medeltida gårdslän. Järppilä gård har ett gårdsmuseum och ruiner av ett 1500-talshus.

## Namn
Kommunens officiella namn är Tövsala på svenska och Taivassalo på finska. Taivassalo betyder "himmelö".

## Politik

### Mandatfördelning i Tövsala kommun, valen 1976–2025
| 1 | 2 | 1 | 10 | 1 | 6 |

| 1 | 2 | 2 | 6 | 6 |

| 3 | 3 | 8 | 7 |

| 3 | 1 | 7 | 6 |

| 1 | 3 | 8 | 5 |

| 1 | 2 | 8 | 6 |

| 1 | 1 | 8 | 7 |

| 2 | 2 | 7 | 6 |

| 13 | 4 |

| 2 | 1 | 6 | 8 |

| 11 | 6 |

| 2 | 1 | 1 | 7 | 6 |

| 13 | 4 |

| 2 | 9 | 6 |

| 11 | 6 |

| 1 | 2 | 8 | 6 |

| 8 | 9 |

| 1 | 2 | 8 | 6 |

| 9 | 8 |

### Vänorter
Tövsala har följande vänort:
- Cuxhaven, Tyskland, sedan 1990

## Befolkningsutveckling
| Befolkningsutvecklingen i Tövsala kommun 1975–2020                                                           | Befolkningsutvecklingen i Tövsala kommun 1975–2020 | Befolkningsutvecklingen i Tövsala kommun 1975–2020 | Befolkningsutvecklingen i Tövsala kommun 1975–2020 | Befolkningsutvecklingen i Tövsala kommun 1975–2020 |
| --- | -------------------------------------------------- | -------------------------------------------------- | -------------------------------------------------- | -------------------------------------------------- |
| |                                                    |                                                    |                                                    |                                                    |
| År |                                                    |                                                    | Folkmängd                                          |                                                    |
| 1975 | 1975                                               |                                                    | 2 096                                              |                                                    |
| 1980 | 1980                                               |                                                    | 2 012                                              |                                                    |
| 1985 | 1985                                               |                                                    | 2 034                                              |                                                    |
| 1990 | 1990                                               |                                                    | 1 976                                              |                                                    |
| 1995 | 1995                                               |                                                    | 1 896                                              |                                                    |
| 2000 | 2000                                               |                                                    | 1 821                                              |                                                    |
| 2005 | 2005                                               |                                                    | 1 742                                              |                                                    |
| 2010 | 2010                                               |                                                    | 1 700                                              |                                                    |
| 2015 | 2015                                               |                                                    | 1 633                                              |                                                    |
| 2020 | 2020                                               |                                                    | 1 659                                              |                                                    |
| Anm: Uppgifterna avser förhållandena den 31 december nämnda år enligt områdesindelningen den 1 januari 2022. |                                                    |                                                    |                                                    |                                                    |

## Kända personer
- Sune Sunason (Ille), riksråd och lagman i norra Finland, var under 1400-talet häradshövding i Tövsala och ägare av Kahiluoto säteri i Tövsala
- Magnus Nicolai (Stjernkors) (1435-1500), biskop i Åbo
- Erik Arvidsson, som tillhörde adelsätten Footangel, och en trolig ättling till Sune Sunasson ovan, ägde Kahiluoto säteri i Tövsala på 1600-talet
- Emma Irene Åström (1847–1934)
- Reima Salonen (gångare född 1955)